# Ommeren
Ommeren é uma localidade pertencente ao município de Buren, na província de Guéldria. Situada a 9 km, a nordeste de Tiel, Ommeren possui uma área de 0.047 km².  A área urbana de Ommeren, que também inclui as partes periféricas da localidade, bem como a zona rural circundante, tem uma população estimada em 715 habitantes segundo o censo de 2021.

## História
Em 1944, Ommeren estava próximo da linha de frente aliada durante a Operação Market Garden, quando foi realizada uma tentativa aérea de criar uma rota terrestre para o norte da Alemanha.
Durante o final da Segunda Guerra Mundial, mais precisamente na primavera de 1945, soldados nazistas supostamente enterraram um tesouro composto por relógios, joias e pedras preciosas no território de Ommeren, segundo testemunho de um dos soldados alemães em 1946. O tesouro nazista teria sido roubado do banco Rotterdamsche Bank em Arnhem em agosto de 1944. Após mais de 75 anos, mais precisamente em 3 de janeiro de 2023, o mapa apontando o local do suposto tesouro foi divulgado pelo Arquivo Nacional dos Países Baixos.